# 황금습지사향고양이
황금습지사향고양이(Paradoxurus aureus)는 스리랑카에서 서식하는 사향고양이과 동물이다. 황금습지팜시벳(golden wet-zone palm civet)으로도 불린다. 1822년 퀴비에(Frédéric Cuvier)가 처음 기술했다.

## 특징
황금습지사향고양이의 몸길이는 55cm이고 꼬리 길이는 40~50cm이다. 불그스레한 황금색을 균일하게 띠며, 아랫배 쪽은 황금빛 갈색이다. 다 자라면 적색-금색부터 황금빛 갈색까지로 변하며, 특별한 반점 무늬는 없다. 아랫배 쪽은 연한 금색이다. 알맞게 부드러운 털을 갖고 있으며, 광택이 나며 몸과 꼬리 전체에 걸쳐 조밀하게 덮여 있다. 꼬리 끝은 흰색 또는 연한 갈색이다. 다른 사향고양이들처럼, 귀가 둥글고 털이 나 있지 않다. 야행성 습성때문에 눈이 크고, 동공이 수직형이다.

## 서식지
스리랑카 나문유쿨라 중앙 고산지대와 너클즈 고산지대의 운무림 지역의 숲 속과 구릉 지대에서 발견되다. 황금습지사향고양이는 이전에 황금사향고양이의 이명으로 간주하기도 했지만, 현재는 별도의 독립된 종으로 분류한다.

## 분류
처음에는 스리링카에 서식하는 3종의 토착종을 단일종으로 간주했다. 그러나 최근 계통발생학 실험과 유전 정보 구성 및 형태발생학 정보에 의해, 황금습지사향고양이를 아시아사향고양이속에 속하는 3종의 별도 종으로 나누었다. 다른 2개의 고유종은 스리랑카갈색사향고양이(Paradoxurus montanus)와 황금건초지사향고양이(Paradoxurus stenocephalus)이다.